# Peter Diamond
Pour les articles homonymes, voir Diamond.
Peter Arthur Diamond est un économiste américain né le 29 avril 1940 à New York .
Il est professeur au Massachusetts Institute of Technology jusqu'en 2011, année pendant laquelle il a abandonné sa nomination pour siéger au Conseil des gouverneurs de la Réserve fédérale des États-Unis.
Il a reçu le prix Nobel d'économie en 2010, étant co-lauréat avec Dale Mortensen et Christopher Pissarides pour leur analyse des marchés avec désaccords de recherche.

## Contributions majeures
Diamond and Mirrlees (1971) ont montré dans quelles conditions une deuxième allocation Pareto pouvait être efficiente, en utilisant une taxation linéaire des biens, pour favoriser une production efficiente quand une partie des consommateurs ont une fonction de consommation continue.
Diamond and Mirrlees examinent une situation dans laquelle le gouvernement a besoin d'une ressource tirée de taxes, mais où la taxation doit être réalisée en un coup (Ce qui exclut une meilleure allocation de ressource optimale de Pareto). Mais où, également, il n'y a pas d'autres distorsions dans l’économie (comme des externalités). Si les firmes sont caractérisées par de constantes économies d'échelle et si le gouvernement peut installer l'outil d'une taxe indirecte sur la consommation indépendamment du coût de production, alors il y a une efficience productive dans l'économie qui est optimale. Cela implique qu'il ne devrait pas y avoir de taxes sur les biens intermédiaires et sur les importations. 
L'idée majeure est que, quand le gouvernement peut contrôler tous les prix que paye le consommateur, les prix des producteurs sont déconnectés du prix du consommateur et la décision de consommation, qui est une part du problème de la taxation optimale devient indépendant des décisions de production.
Dans une tribune publiée dans Le Monde en avril 2017, il fait partie des 25 lauréats du « prix Nobel » d'économie dénonçant le programme anti-européen de Marine Le Pen pour les élections présidentielles françaises 2017.

## Publications
- Peter Diamond, « National debt in a neoclassical growth model », American Economic Review, 55, p. 1126-1150, 1965
- Peter Diamond, "A model of price adjustment," Journal of Economic Theory, vol. 3(2), pages 156-168, June 1971.